# Elie Palairet
Pour les articles homonymes, voir Palairet.
Elie Palairet ou Elias Palairet, né en 1713 à Rotterdam et mort le 2 janvier 1765 à Marylebone, est un pasteur protestant et philologue néerlandais.

## Biographie
Né en 1713 à Rotterdam, il descend d'une famille française réfugiée en Hollande par suite de la révocation de l'édit de Nantes. Il reçoit sa première éducation dans sa ville natale et part ensuite étudier la théologie à l'université de Leyde. Après avoir desservi différentes églises, celle d'Aardenburg, en 1741 et celle de Tournai en 1749, en qualité de second pasteur, il passe en Angleterre et est nommé pasteur de l'église française de Greenwich. En 1755, il reçoit un appel de l'église de Saint-Jean à Londres sur la recommandation de Jean Des Champs, qui l'y installe. Plus tard, l'évêque John Egerton, qui apprécie ses talents, le choisit comme vicaire.
Il publie :
- Histoire du Patriarche Joseph mise en vers héroïques, Leyde, 1738[3].
- Observationes philologico-criticæ in sacros norifaderi libros, quorum plurima lora ex auctoribus potissimum gravis exponuntur, illustrantur ac vindicantur, Leyde, 1752, grand in-8[1]. Quelques-unes des explications de Elie Palairet sont réfutées par les rédacteurs des Acta emditorum lipsiensium, ann. 1757, p. 451-58; et par Karl Ludwig Bauer (de) dans le tome premier du Stricturarum periculum[1].
- Proeve van een oordeclkunding Woordenboek over de heilige Boeken des niuwen Verbonds, Leyde, 1754, 8°[2].
- Thesaurus ellipsium latinarum, sive vocum qupressa vindicantur, Londres. 1760, grand in-8°[1]. Cet utile ouvrage est accompagné d'un double index des auteurs et des mots[1]. Dans la préface, il promet une seconde édition corrigée et augmentée du traité des ellipses grecques, de Lamb. Bos[1]. D'autres occupations l'empêche de tenir ses promesses[1].
- Specimen exercitationum in N. T., Londres., 1760, in-8°[2].
- Specimen exercitationum philologico-criticarum in sacros N. Foederis libros, Londres., 1760, in-8°. [2]. Cet ouvrage, cité par Watt, n'est peut-être qu'une réimpression de Observationes philologico-criticæ...[2].

On lui attribue aussi une édition du testament de Wetstein.
Elie Palairet meurt le 2 janvier 1765 à Marylebone; il laisse tous ses biens à sa femme Margaret.